# Podsavezna nogometna liga Sarajevo 1952./53.
Podsavezna nogometna liga Sarajevo, također i kao "Sarajevska podsavezna liga" bila je liga drugog stupnja nogometnog prvenstva Jugoslavije u sezoni 1952./53. 
 Sudjelovalo je 10 klubova, a prvak je bio "Željezničar" iz Sarajeva.
Na izvanrednoj skupštini Sarajevskog nogometnog podsaveza održanoj 10. kolovoza 1952. godine donesena je odluka o formiranju podsavezne lige.

## Formiranje lige
- Grad Sarajevo (2): Bosna (Sarajevo) i Željezničar (Sarajevo)
- Grad – Srez Travnik (1): Bratstvo (Travnik)
- I. grupa (1): Romanija (Pale)
- II. grupa (1): Rudar (Breza)
- III. grupa (1): Kiseljak
- IV. grupa (1): Čelik (Zenica)
- V. grupa (1): Borac (Jajce)
- Poslije kvalifikacija (2): 20. oktobar (Sarajevo) i Rudar (Kakanj)

### Kvalifikacije za popunu lige
Sudjelovalo je 16 klubova, igralo se po jednostrukom kup-sistemu. Ključ za kvalifikacije: šest drugoplasiranih timova i deset odlukom Podsaveza. Kvalifikacije počele 17. kolovoza.
Drugoplasirane ekipe:
- Sutjeska (Foča), Tempo (Vogošća), Jedinstvo (Visoko), Krivaja (Zavidovići), Udarnik (Travnik) i Iskra (Bugojno)
- Odlukom Podsaveza: Milicionar (Sarajevo), Romanija (Sarajevo), Polet (Sarajevo), Igman (Ilidža), Rudar (Kakanj), Metalac (Vareš), Jedinstvo (Busovača), Željezničar (Zenica), Mladost (Rogatica) i Pobjeda (Goražde)

| 1. kolo               | 1. kolo | 1. kolo               |                     |
| --------------------- | ------- | --------------------- | ------------------- |
| Rudar (Kakanj)        | –       | Krivaja (Zavidovići)  | 8:1                 |
| Jedinstvo (Visoko)    | –       | Iskra (Bugojno)       | 3:1                 |
| Željezničar (Zenica)  | –       | Jedinstvo (Busovača)  | 3:3 – produžeci 4:3 |
| Sutjeska (Foča)       | –       | Mladost (Rogatica)    | 2:2 – produžeci 2:3 |
| Tempo (Vogošća)       | –       | Milicionar (Sarajevo) | 1:7                 |
| Polet (Sarajevo)      | –       | Pobjeda (Goražde)     | 2:5                 |
| Romanija (Sarajevo)   | –       | Igman (Ilidža)        | 5:1                 |
| Krivaja (Zavidovići)  | –       | Udarnik (Travnik)     | ?                   |
| 2. kolo               |         |                       |                     |
| Rudar (Kakanj)        | –       | Pobjeda (Goražde)     | 10:0                |
| Jedinstvo (Visoko)    | –       | Željezničar (Zenica)  | 1:2                 |
| Udarnik (Travnik)     | –       | Mladost (Rogatica)    | 1:1 – penali 2:4    |
| Milicionar (Sarajevo) | –       | Romanija (Sarajevo)   | 1:1 – penali 4:2    |
| 3. kolo               |         |                       |                     |
| Rudar (Kakanj)        | –       | ?                     | ?                   |
| Milicionar (Sarajevo) | –       | ?                     | ?                   |

## Ljestvica
| mj. | klub                   | ut. | pob. | ner. | por. | gol+ | gol- | bod |
| --- | ---------------------- | --- | ---- | ---- | ---- | ---- | ---- | --- |
| 1.  | Željezničar            | 18  | 15   | 2    | 1    | 75   | 14   | 32  |
| 2.  | Bosna Sarajevo         | 18  | 13   | 2    | 3    | 53   | 14   | 28  |
| 3.  | Zenica                 | 18  | 10   | 4    | 4    | 52   | 25   | 24  |
| 4.  | Bratstvo Travnik       | 18  | 9    | 4    | 5    | 40   | 24   | 22  |
| 5.  | Rudar Kakanj           | 18  | 10   | 2    | 6    | 66   | 42   | 22  |
| 6.  | 20. oktobar (Sarajevo) | 18  | 7    | 4    | 7    | 35   | 30   | 18  |
| 7.  | Borac Jajce            | 18  | 5    | 5    | 8    | 35   | 45   | 15  |
| 8.  | Rudar Breza            | 18  | 4    | 1    | 13   | 25   | 74   | 9   |
| 9.  | Kiseljak               | 18  | 1    | 5    | 12   | 15   | 63   | 7   |
| 10. | Romanija Pale          | 18  | 1    | 1    | 16   | 9    | 71   | 3   |

- Viši rang:
  - Željezničar (Sarajevo) je igrao u kvalifikacijama za republičkog prvaka – potom i ulazak u Drugu saveznu ligu – uspio
  - Bosna (Sarajevo), Zenica, Bratstvo (Travnik) i Rudar (Kakanj) su se plasirali u obnovljenu jedinstvenu republičku ligu

- Ispali:
  - Kiseljak i Romanija (Pale)

- Novi članovi:
  - Bosna (Visoko), Željezničar (Zenica), Iskra (Bugojno), Sutjeska (Foča), Romanija (Sarajevo) i Mladost (Sarajevo) – kao prvaci grupa (poslije bespotrebnih kvalifikacija)
  - Krivaja (Zavidovići) – ?

- Napomena:
  - Borac (Jajce) je za narednu sezonu promijenio ime u Elektrobosna (Jajce)
  - Naredne sezone liga je brojala devet klubova
  - Čelik je tijekom sezone promijenio ime u Zenica, a Milicionar (Sarajevo) u 20. oktobar

## Završnica Republičkog prvenstva
| mj.     | klub             | ut. | pob. | ner. | por. | gol+ | gol- | bod |
| ------- | ---------------- | --- | ---- | ---- | ---- | ---- | ---- | --- |
| 1.      | Borac Banja Luka | 6   | 3    | 3    | 0    | 15   | 6    | 9   |
| 2.      | Željezničar      | 6   | 2    | 3    | 1    | 17   | 8    | 7   |
| 3.      | Jedinstvo Brčko  | 6   | 3    | 1    | 2    | 12   | 15   | 7   |
| 4.      | Leotar Trebinje  | 6   | 0    | 1    | 5    | 7    | 22   | 1   |
| Izvori: |                  |     |      |      |      |      |      |     |

- Borac (Banja Luka) je sudjelovao u kvalifikacijama za popunu Prve savezne lige – nije uspio. Kvalificirao se u obnovljenu Drugu saveznu ligu.
- Željezničar (Sarajevo) je igrao u kvalifikacijama za popunu Druge savezne lige – uspio.